# Cephalophis
Cephalophis, monotipični biljni rod iz porodice primogovki smješten u tribus Justicieae, dio potporodice Acanthoideae. Jedina vrsta je C. lukei, trajnica ili polugrm iz Kenije i Mozambika. Opisan je u Flora of Tropical East Africa Acanthaceae 2: 676. 2010.

## Opis
Listovi nasuprotni, nazubljeni, s vidljivim cistolitima. Cvjetovi pojedinačni ili u cimesima s 3 cvijeta, sastavljeni u usku metlicu poput grozda. Čaška duboko razdijeljena na 5 podjednakih, unazad savijenih segmenata. Prašnici 2. Čahura klavatna, 4 sjemena. Sjemenke diskaste, gusto prekrivene retroverzno bodljikavim glohidijama.

## Vrsta
Višegodišnja zeljasta biljka do 1 m visine. Listovi: peteljka do 5,5 cm; lamina 10 – 20 × 4 – 9 cm, jajolika do eliptična, puberulozna duž bočnih i glavnih žila; vrh zašiljen do kratko zašiljen. Cvat dug 15 – 30 cm. Cvjetovi pojedinačni ili u trocvjetnim cimesima. Čaška 7 – 11 mm, nosi glavičaste žlijezde. Vjenčić 2,2 – 2,8 cm duž gornje usne; usne ljubičaste s dugim kovrčavim dlačicama posvuda. Kapsula duga 1 – 1,3 cm.